# Kriegenbrunn

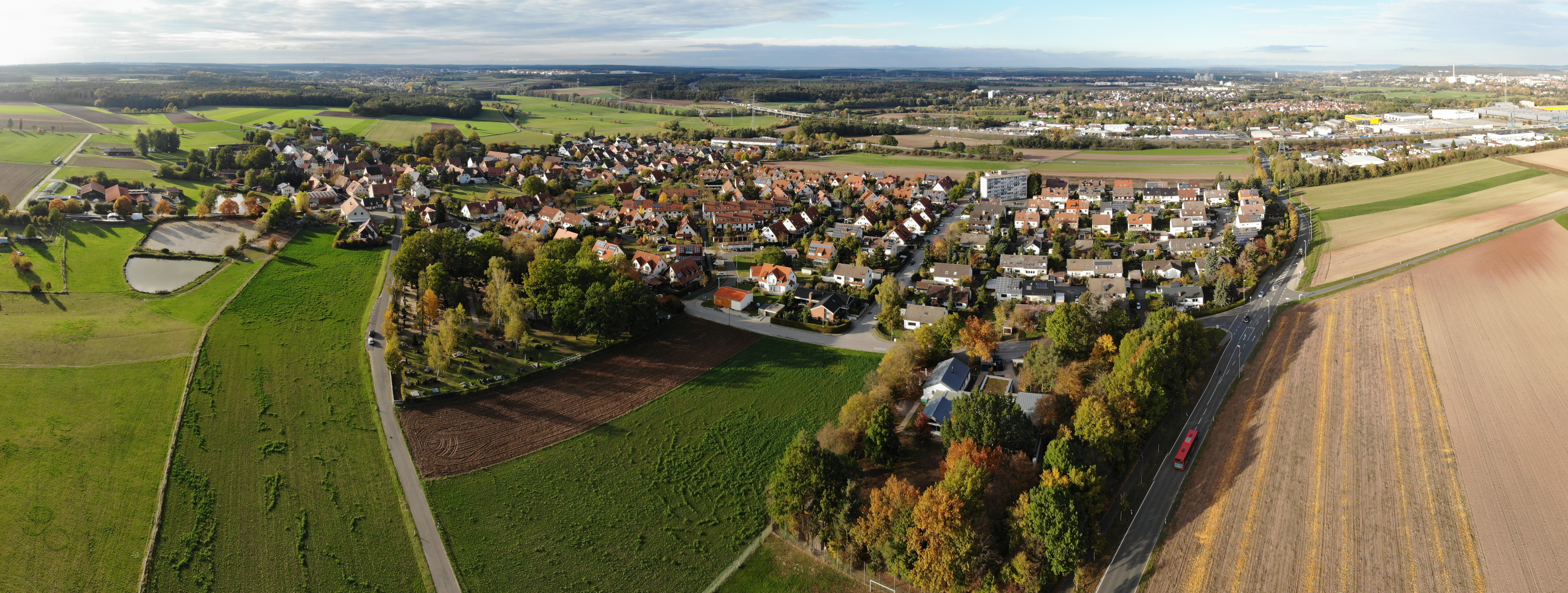
Kriegenbrunn Panorama Luftbild (2019)

Kriegenbrunn ist ein Statistischer Bezirk und eine Gemarkung im Stadtteil Südwest der kreisfreien Stadt Erlangen im bayerischen Regierungsbezirk Mittelfranken.

## Lage
Das Kirchdorf Kriegenbrunn liegt im südwestlichen Stadtgebiet von Erlangen. Im Norden führt die Bundesautobahn 3 am Ort vorbei, im Osten liegt die Schleuse Kriegenbrunn des Main-Donau-Kanal. Das Dorf liegt auf einer Hochebene zwischen Regnitz und Mittlerer Aurach. Diese Ebene wird auch Römerreuth genannt. Der Sage nach sollen hier die Römer eine Niederlage erlitten haben.

## Geschichte

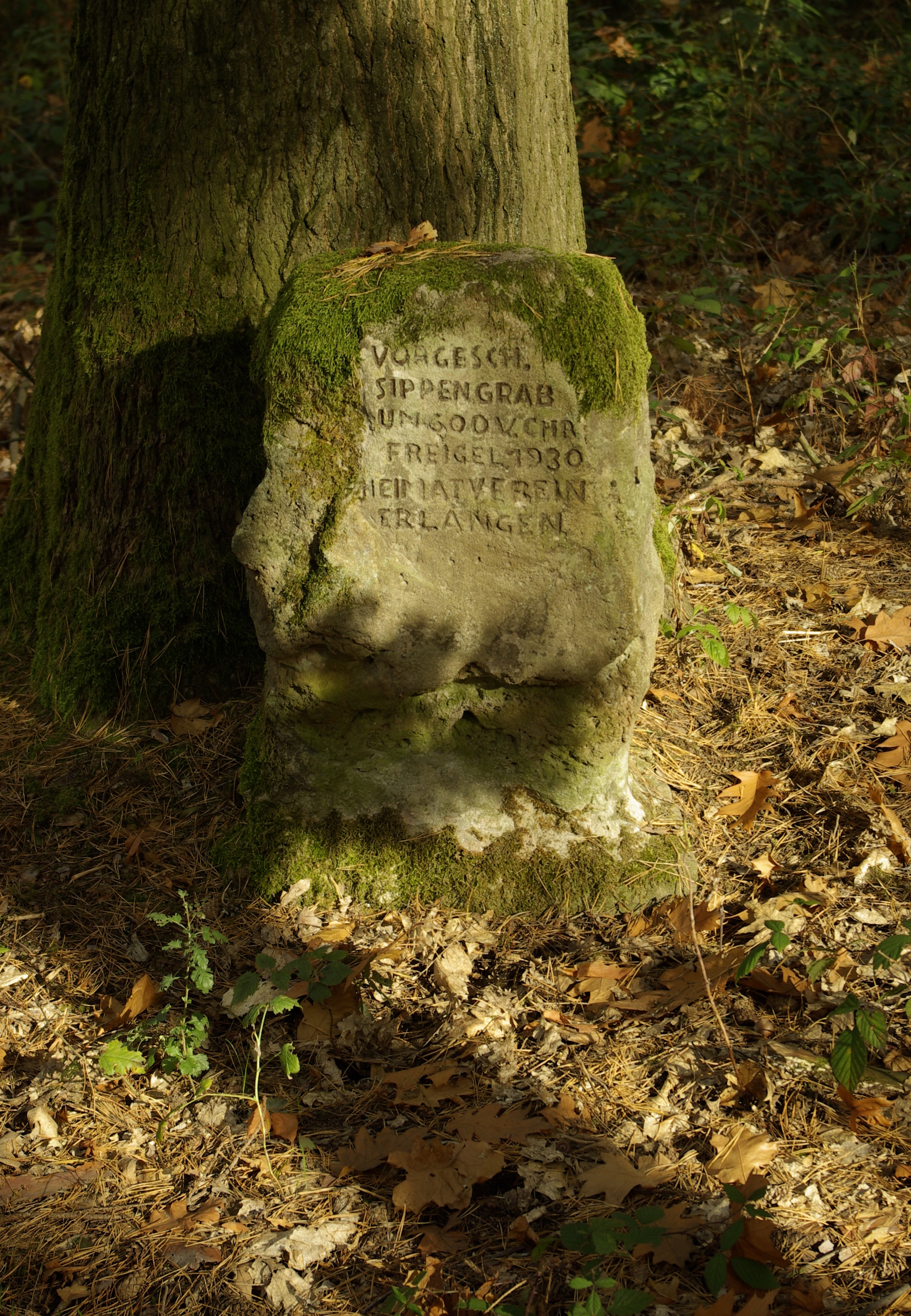
Gedenkstein am vorgeschichtlichen Sippengrab

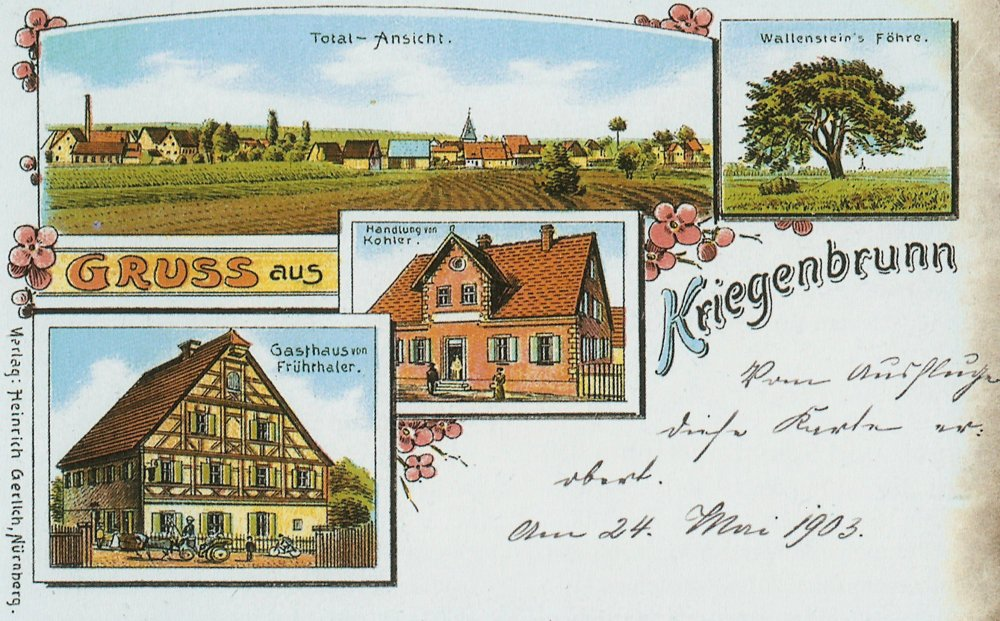
Ansichtskarte von Kriegenbrunn, um 1903

Spuren erster Besiedlung, sind Klingen, Schaber und Pfeilspitzen aus der Jungsteinzeit. Diese wurden aus Feuersteinknollen gefertigt. Knollen dieser Art findet man in Kriegenbrunn an drei verschiedenen Plätzen. Diese Knollen entstanden vor ca. 80 Millionen Jahren. 
Der nächste Nachweis einer Besiedelung ist ein Sippengrab aus der Hallstattzeit im Regnitzgrund (Krähenholz). In diesem Grab wurden damals sieben Personen bestattet. Dies war um ca. 600 v. Chr. Weitere Funde aus dieser Zeit sind Keramikscherben sowie Glasperlen und ein eventuell weiteres Grab. Dies muss aber noch erforscht werden. Weitere Scherbenfunde aus dem 8. Jahrhundert belegen die Anwesenheit von Menschen, dies dürfte auch die Zeit der Entstehung von Kriegenbrunn sein.
Die erste Nennung erfolgte im Jahre 1132 im Zusammenhang mit der Klostergründung von Heilsbronn. Damals wurde ein „Egino von Chriegenbronnen“ als Zeuge in der Stiftungsurkunde des Klosters genannt. Die Herren von Kriegenbrunn waren damals als Ministeriale zur Verwaltung des Lehens eingesetzt. Zu diesem gehörten damals auch Frauenaurach und Hüttendorf. 

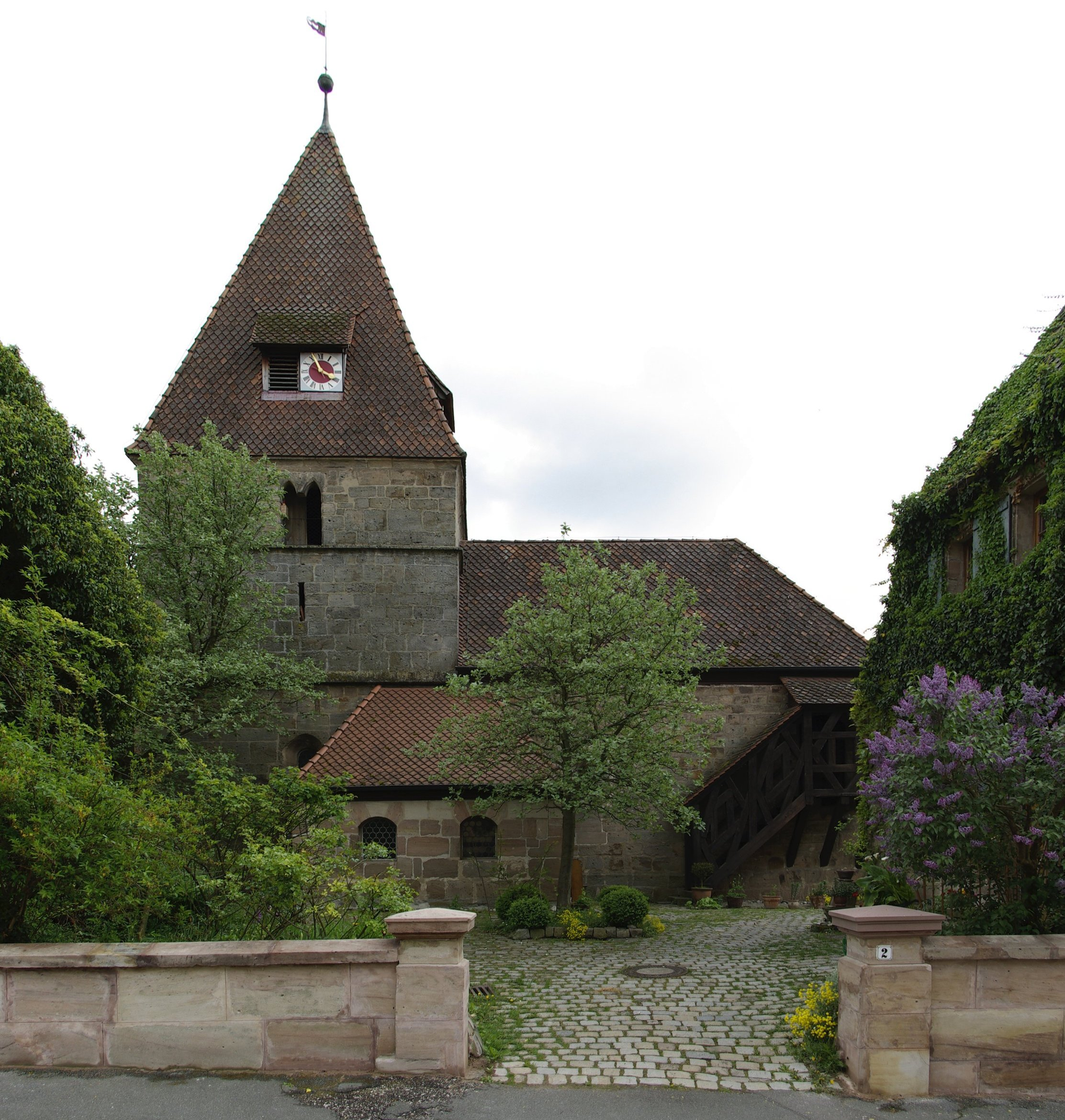
Ev. Dorfkirche St. Johannis

Ca. 100 Jahre später erscheint in vielen Urkunden dieser Name wieder, in Bamberg im Zusammenhang mit dem Domherren Egino. Zu finden ist dieser Name in Urkunden von 1213 bis 1242. Er lebte im Dom zu Bamberg, in dem er auch begraben liegt. Sein Todestag war der 30. Januar 1242.
Der Ortsname hat sich mehrfach gewandelt. Zuerst wurde das Dorf „Chriec gen Bronnen“ genannt, später „Krieg am Bronnen“, dann „Kriegenbronn“ und schließlich seit Mitte des 17. Jahrhunderts „Kriegenbrunn“.
Am 1. Januar 1972 wurde Kriegenbrunn in die kreisfreie Stadt Erlangen eingegliedert.

## Verkehr
Kriegenbrunn liegt an der mittlerweile eingestellten Bahnstrecke Erlangen-Bruck-Herzogenaurach. Es besaß einen eigenen Bahnhof und Güterbahnhof. Nach aktueller Planung (2017)[veraltet] soll auf selber Strecke die Stadt-Umland-Bahn Erlangen verlaufen.

## Sonstiges
- Die evangelisch-lutherische St. Johannis-Kirche ist eine Wehrkirche. Ihre Geschichte geht bis ins 9. Jahrhundert zurück.
- Das Kraftwerk Franken II, welches von 1967 bis 2001 in Betrieb war, brachte der bis 1972 selbstständigen Gemeinde erhebliche Steuereinnahmen.

## Bildergalerie

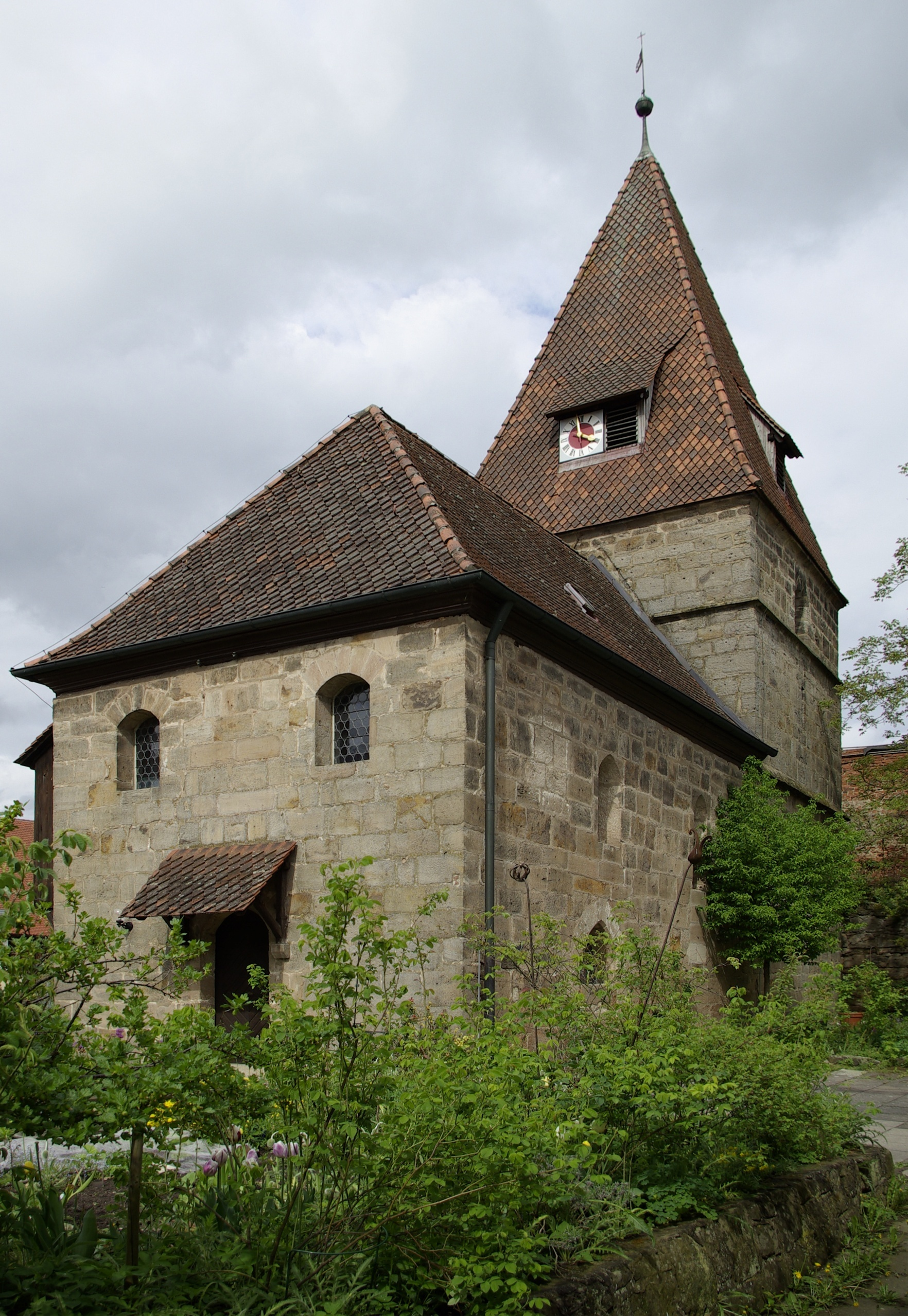
St.-Johannis-Kirche, 2012
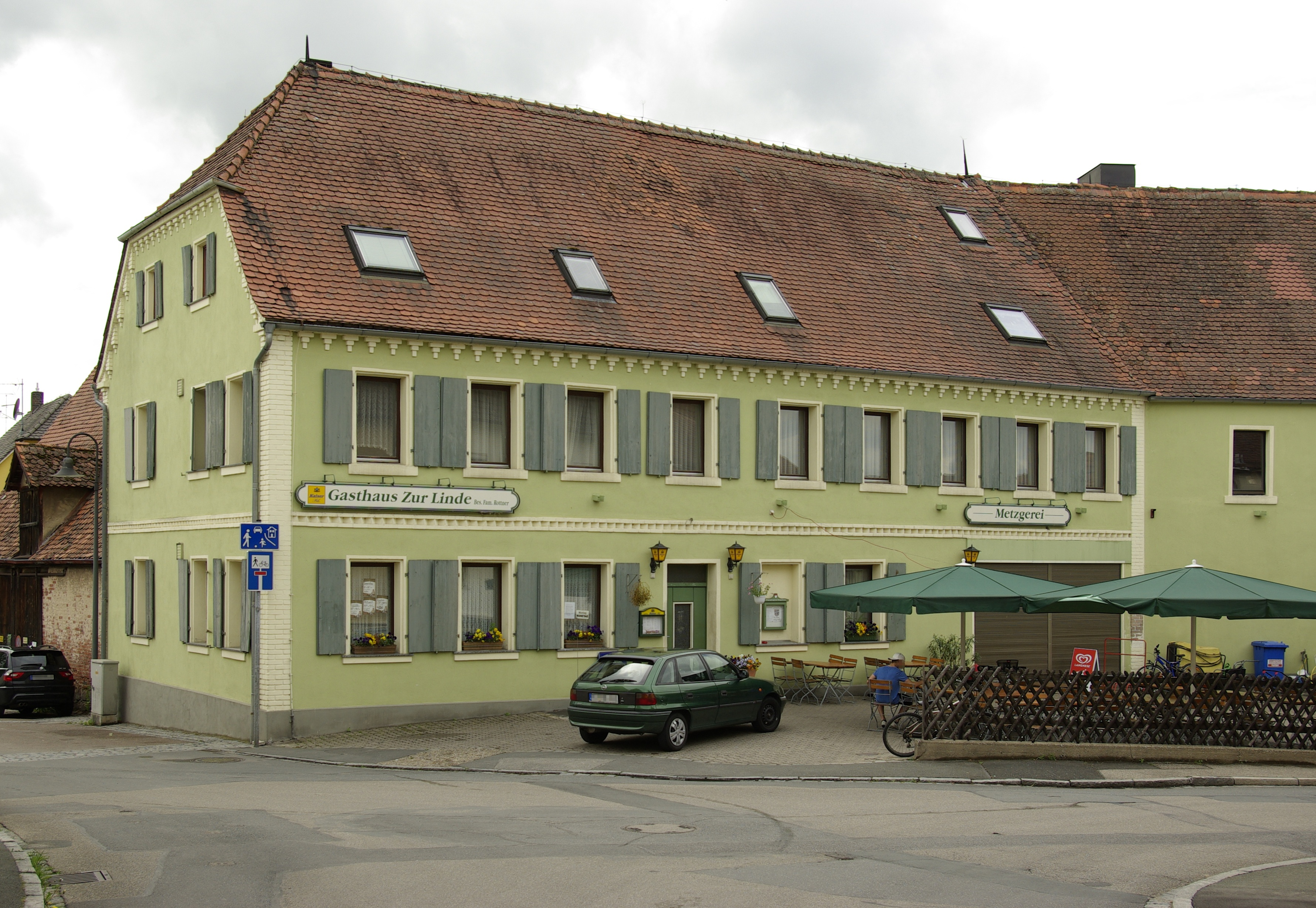
Gasthaus Zur Linde, 2012
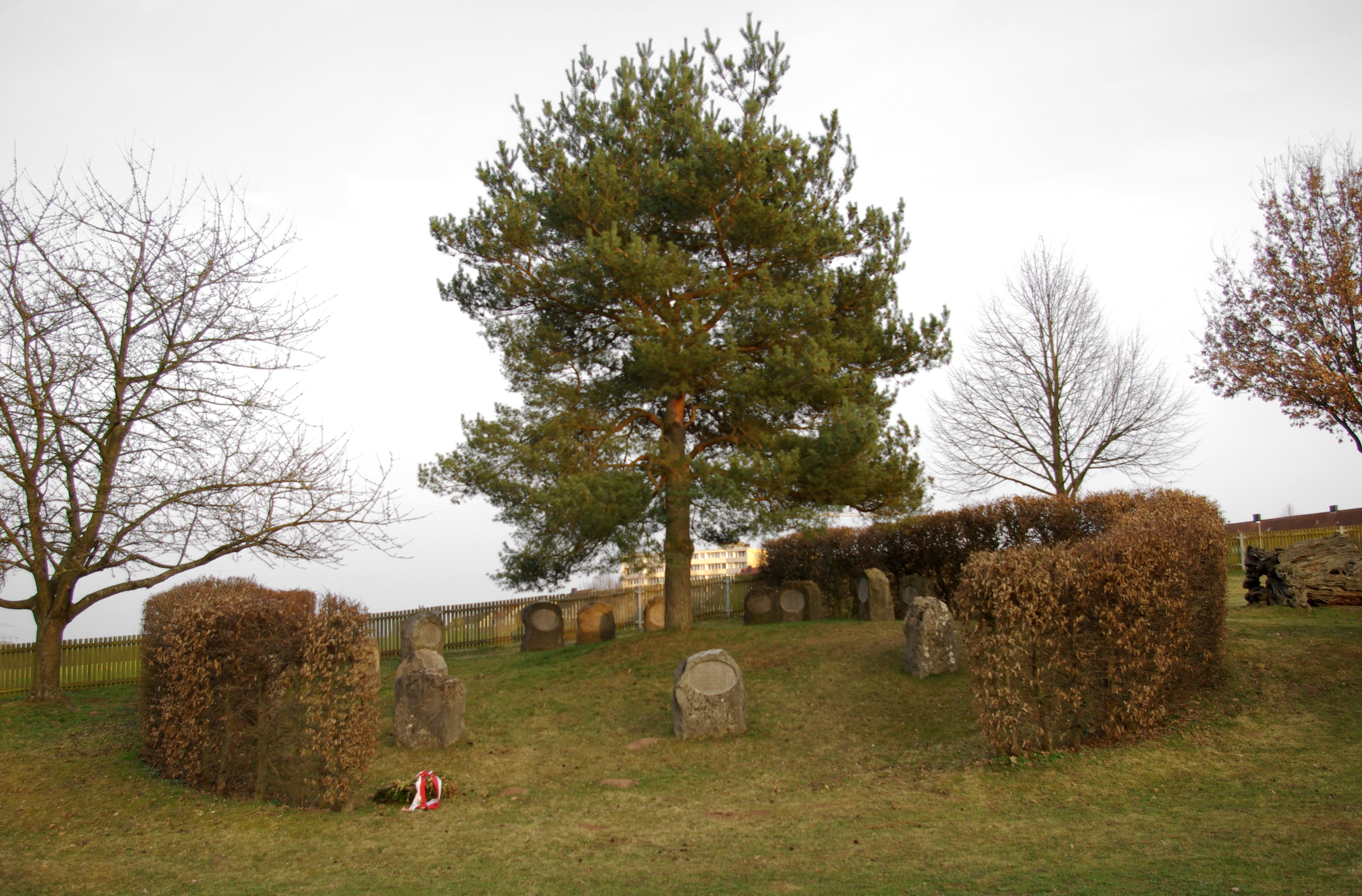
Wallensteinföhre und Kriegerdenkmal für die Gefallenen des Ersten Weltkrieges, 2011
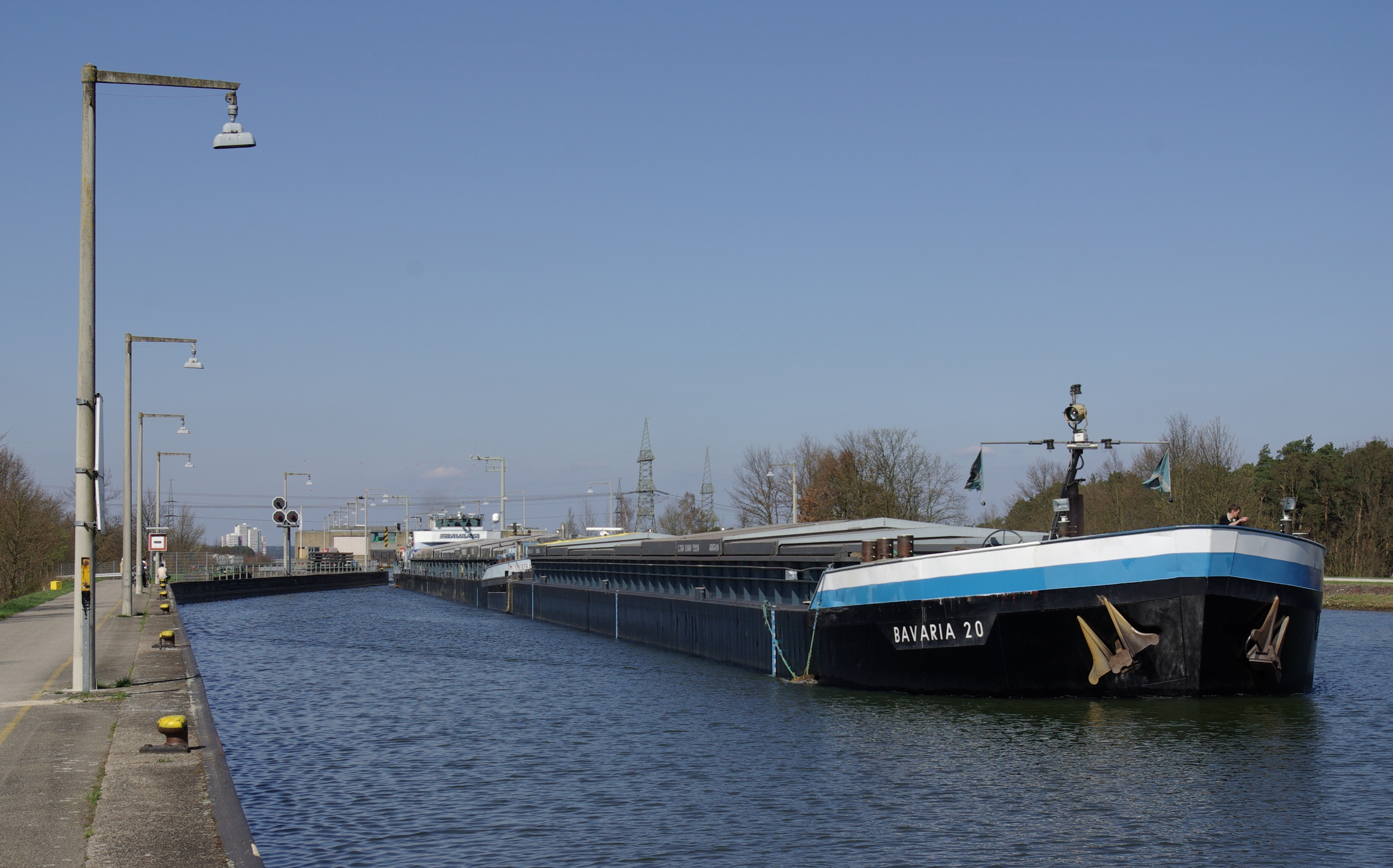
Transportschiff beim Verlassen der 1970 erbauten Schleuse Kriegenbrunn des Main-Donau-Kanals, 2011
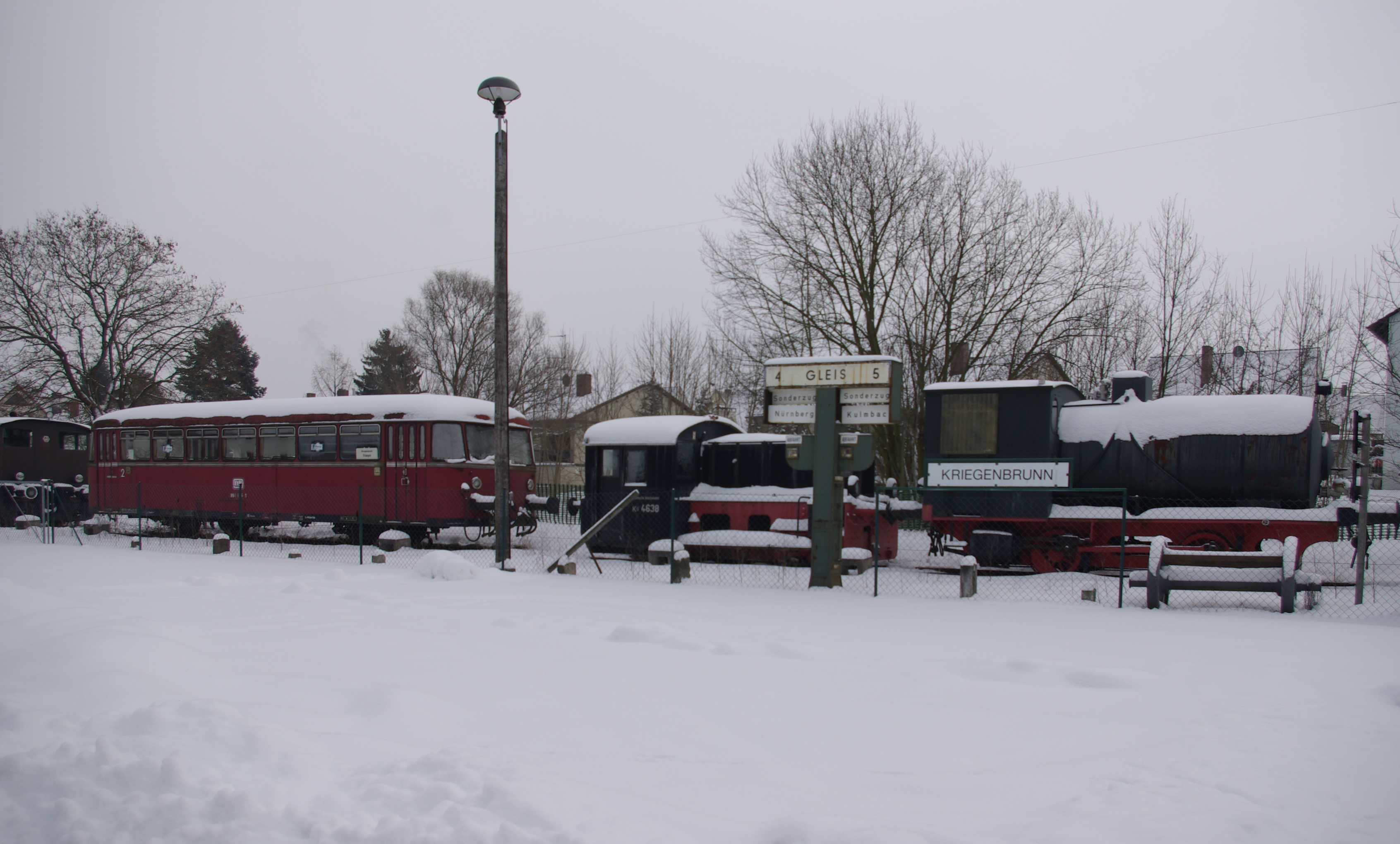
Ehemaliger Bahnhof Kriegenbrunn an der auf diesem Abschnitt stillgelegten Bahnstrecke Erlangen-Bruck–Herzogenaurach, 2010